# Maspie
Pour les articles homonymes, voir Maspie.
Maspie est une ancienne commune française du département des Pyrénées-Atlantiques. En 1833, la commune fusionne avec Lalonquère pour former la nouvelle commune de Maspie-Lalonquère.
De nos jours, Maspie fait partie de la commune de Maspie-Lalonquère-Juillacq.

## Géographie
Maspie est un village du Vic-Bilh, situé au nord-est du département et de Pau.

## Toponymie
Le toponyme Maspie apparaît sous la forme 
Mespie (1385, censier de Béarn).

## Histoire
Paul Raymond note qu'en 1385 Maspie comptait seize feux et dépendait du bailliage de Lembeye.
Juillacq fut annexé à l'ensemble Maspie-Lalonquère en 1842.

## Démographie
| 1793 | 1800 | 1806 | 1821 |
| ---- | ---- | ---- | ---- |
| 243  | 228  | -    | 271  |

## Culture locale et patrimoine

### Patrimoine civil
À Maspie, les vestiges d'un ensemble fortifié du XIIe siècle témoignent du passé ancien de la commune.
La commune présente un ensemble de maisons et de fermes des XVIIe, XVIIIe et XIXe siècles. 

### Patrimoine religieux
L'église Saint-Martin date partiellement du XIIe siècle. Elle recèle du mobilier inscrits à l'Inventaire général du patrimoine culturel. 

## Pour approfondir